# Loweria eurypsamma
Loweria eurypsamma là một loài bướm đêm trong họ Geometridae.